# Dries Mertens
Dries Mertens (Lovaina, 6 de mayo de 1987) es un exfutbolista belga que jugaba de delantero.

## Trayectoria

### Comienzos
Comenzó jugando al fútbol sala en el ZG Leuven, equipo de su ciudad de la primera división belga, después cambió el fútbol sala por el fútbol, comenzando en las reservas del K. A. A. Gante, en ese primer año, fue subido al primer equipo pero no llegó a debutar. 
Después pasó al AGOVV Apeldoorn de la Eerste Divisie.

### F. C. Utrecht y PSV Eindhoven
Se convirtió en uno de los jugadores más importantes de la Eerste Divisie y capitán de su equipo. Después de la temporada 2008-09, ganó el De Gouden Stier, un premio que se otorga al talento más grande de la Jupiler League. El 25 de mayo de 2009 firmó un contrato con el F. C. Utrecht. El 1 de agosto de 2009 hizo su debut en la Eredivisie en la victoria 0-1 en el partido inaugural contra el RKC Waalwijk. El 16 de agosto de 2009, anotó sus dos primeros goles para el F. C. Utrecht contra el VVV-Venlo.
El 28 de junio de 2011 se trasladó al PSV Eindhoven de la Eredivisie junto con su compañero Kevin Strootman en una transferencia total de 13 millones de euros por ambos jugadores. Anotó su primer hat-trick con el PSV Eindhoven el 28 de agosto de 2011 contra el Excelsior Rotterdam.

### S. S. C. Napoli

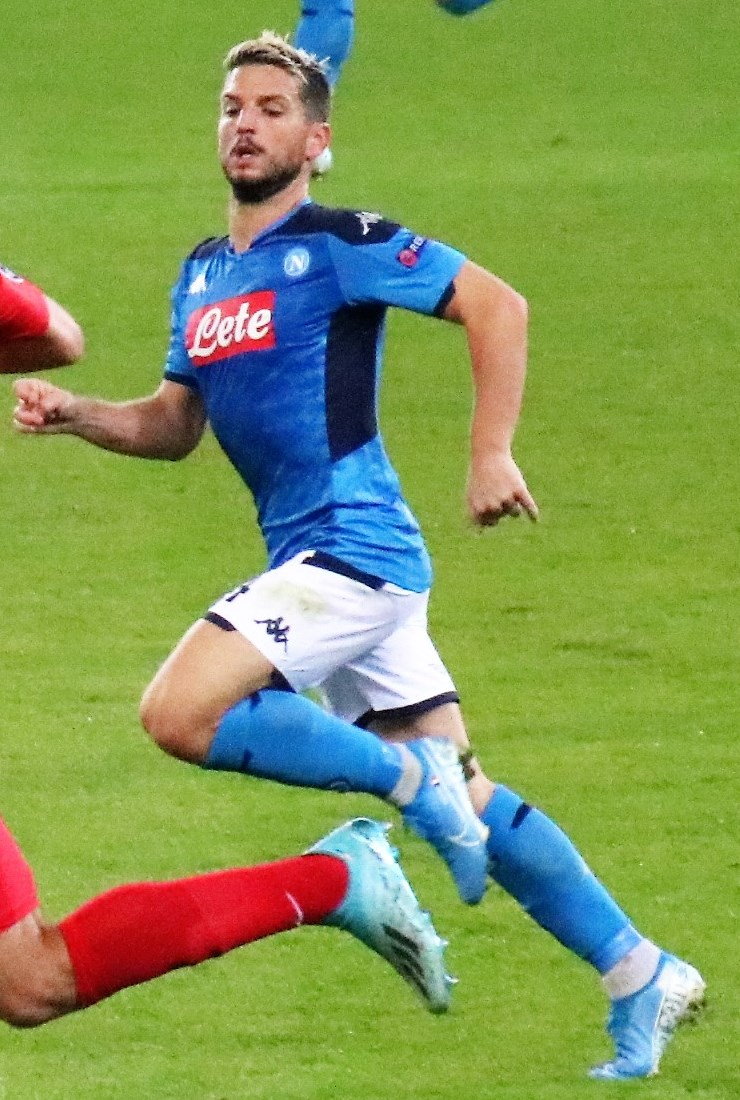
Mertens en el Napoli, 2019.

El 22 de junio de 2013 pasó reconocimiento médico con el Napoli italiano, con lo que se confirmó su contratación. Debutó en la Serie A el 25 de agosto en el partido que el club azzurro ganó 3-0 con el Bolonia en el Estadio San Paolo, en cumplimiento de la primera fecha de la liga italiana; el belga entró en el segundo tiempo al minuto 71' reemplazando a Marek Hamšík. El 30 de octubre siguiente marcó su primer gol en Italia ante la Fiorentina (2-1 para el Napoli). Marcó su primer doblete el 6 de enero de 2014, en el partido de local contra la Sampdoria (2-0). El 3 de mayo ganó la Copa Italia, anotando el tercer gol del Napoli (3-1) contra la Fiorentina en el Estadio Olímpico de Roma. Al final de su primera temporada en Nápoles, totalizó 11 goles en la liga, más otros 2 en Copa Italia.
El 18 de septiembre de 2014 realizó un doblete contra el Sparta Praga (3-1) en la Liga Europea. El 22 de diciembre ganó la Supercopa de Italia ante Juventus de Turín, aunque fallando en la tanda de penaltis.
El 17 de septiembre de 2015 realizó sus primeros goles de la temporada: un doblete ante el Club Brujas en el primer partido de la fase de grupos de la Liga Europea, que terminó 5 a 0 para el Napoli. El 10 de diciembre marcó dos goles en el partido de vuelta de Liga Europea contra el Legia de Varsovia (2-5), lo que permitió al equipo napolitano terminar la fase de grupos con récord perfecto. El 19 de abril de 2016 realizó su primer triplete en Serie A en la goleada de local por 6 a 0 contra el Bolonia.
Durante la temporada 2016-17 el futbolista belga logró repetir el buen rendimiento de la anterior. El 12 de agosto de 2016, en la primera fecha de la liga italiana, marcó un doblete contra el Pescara, así como el 28 de septiembre le metió otros dos goles al Benfica en Champions League. El 11 de diciembre su primer hat-trick en el Napoli contra el Cagliari como visitantes. El 18 de diciembre consiguió su primer póker con el Napoli sobre el Torino como locales (5-3), saliendo como la figura del partido. El 4 de febrero de 2017 otra vez logró marcar tres goles en el partido de local contra el Bolonia, que terminó con una goleada en favor del Napoli (1-7). Marcó un gol también en los octavos de final de Champions contra el Real Madrid en el San Paolo (1-3). Mertens se convirtió en un jugador esencial para el Napoli, jugando en la posición de "falso nueve" después de la lesión de Arkadiusz Milik, cuando Maurizio Sarri lo prefirió a Manolo Gabbiadini. Al final de la temporada totalizó 34 tantos y 46 presencias.
Su primer gol en la temporada 2017-18 ocurrió el 16 de agosto de 2017, durante el partido de tercera ronda clasificatoria de la Champions contra el Niza (2-0). El 9 de octubre fue incorporado por primera vez a los 30 candidatos al Balón de Oro. La temporada se concluyó con un total de 49 presencias y 22 goles de Mertens.
El 2 de noviembre de 2018, en el partido de local contra el Empoli (5-1) se convirtió en el máximo artillero belga en la liga italiana superando a Luis Oliveira. El 29 de noviembre, gracias al doblete marcado en el partido de Champions contra la Estrella Roja de Belgrado, alcanzó los 100 goles con el Napoli, volviéndose también en el máximo goleador napolitano en las competiciones europeas, y los 200 goles totales en su trayectoria.
El 13 de junio de 2020, en el partido de copa contra el Inter de Milán, se convirtió en el máximo goleador histórico del Napoli, superando a Marek Hamšík. Cuatro días después ganó su segunda Copa Italia con los napolitanos.
Su larga estancia en el equipo italiano terminó en julio de 2022, con un total de 148 goles en 397 partidos.

## Selección nacional
El 1 de octubre de 2010 fue convocado para los partidos de clasificación para la Eurocopa 2012 contra Kazajistán y Austria por el entrenador belga, Georges Leekens. Hizo su debut en el partido amistoso contra Finlandia el 9 de febrero de 2011.
El 13 de mayo de 2014 el entrenador de la selección belga, Marc Wilmots, incluyó a Mertens en la lista preliminar de 24 jugadores convocados, cuatro de ellos guardametas, que iniciarán la preparación para la Copa Mundial de Fútbol de 2014. El 25 de mayo le fue asignado el número 14 para el torneo.
El 4 de junio de 2018 el seleccionador Roberto Martínez lo incluyó en la lista de 23 para el Mundial, torneo en el que la selección de Bélgica alcanzó un histórico tercer lugar.

### Goles con la selección nacional
| Gol | Fecha                   | Sede                                                   | Oponente     | Marcador | Resultado | Competencia                         |
| --- | ----------------------- | ------------------------------------------------------ | ------------ | -------- | --------- | ----------------------------------- |
| 1.  | 15 de agosto de 2012    | Estadio Rey Balduino, Bruselas, Bélgica                | Países Bajos | 2 - 2    | 4 – 2     | Amistoso                            |
| 2.  | 6 de febrero de 2013    | Estadio Jan Breydel, Brujas, Bélgica                   | Eslovaquia   | 2 - 1    | 2 – 1     | Amistoso                            |
| 3.  | 7 de junio de 2013      | Estadio Rey Balduino, Bruselas, Bélgica                | Túnez        | 1 - 0    | 1 – 0     | Amistoso                            |
| 4.  | 17 de junio de 2014     | Estadio Mineirão, Belo Horizonte, Brasil               | Argelia      | 2 - 1    | 2 – 1     | Mundial 2014                        |
| 5.  | 4 de septiembre de 2014 | Estadio Maurice Dufrasne, Lieja, Bélgica               | Australia    | 1 - 0    | 2 – 0     | Amistoso                            |
| 6.  | 10 de octubre de 2014   | Estadio Rey Balduino, Bruselas, Bélgica                | Andorra      | 5 - 0    | 6 – 0     | Clasificación para la Eurocopa 2016 |
| 7.  | 10 de octubre de 2014   | Estadio Rey Balduino, Bruselas, Bélgica                | Andorra      | 6 - 0    | 6 – 0     | Clasificación para la Eurocopa 2016 |
| 8.  | 13 de octubre de 2015   | Estadio Rey Balduino, Bruselas, Bélgica                | Israel       | 1 - 0    | 3 – 1     | Clasificación para la Eurocopa 2016 |
| 9.  | 10 de octubre de 2016   | Estadio Algarve, Faro, Portugal                        | Gibraltar    | 2 - 0    | 6 – 0     | Clasificación Mundial 2018          |
| 10. | 14 de noviembre de 2016 | Estadio Rey Balduino, Bruselas, Bélgica                | Estonia      | 2 - 0    | 8 – 1     | Clasificación Mundial 2018          |
| 11. | 14 de noviembre de 2016 | Estadio Rey Balduino, Bruselas, Bélgica                | Estonia      | 6 - 1    | 8 – 1     | Clasificación Mundial 2018          |
| 12. | 9 de junio de 2017      | A. Le Coq Arena, Tallin, Estonia                       | Estonia      | 1 - 0    | 2 – 0     | Clasificación Mundial 2018          |
| 13. | 31 de agosto de 2017    | Estadio Rey Balduino, Bruselas, Bélgica                | Gibraltar    | 1 - 0    | 9 – 0     | Clasificación Mundial 2018          |
| 14. | 11 de junio de 2018     | Estadio Rey Balduino, Bruselas, Bélgica                | Costa Rica   | 1 - 1    | 4 – 1     | Amistoso                            |
| 15. | 18 de junio de 2018     | Estadio Fisht, Sochi, Rusia                            | Panamá       | 1 - 0    | 3 – 0     | Mundial 2018                        |
| 16. | 16 de octubre de 2018   | Estadio Rey Balduino, Bruselas, Bélgica                | Países Bajos | 1 - 0    | 1 – 1     | Amistoso                            |
| 17. | 8 de junio de 2019      | Estadio Rey Balduino, Bruselas, Bélgica                | Kazajistán   | 1 - 0    | 3 – 0     | Clasificación para la Eurocopa 2020 |
| 18. | 6 de septiembre de 2019 | Estadio Olímpico de San Marino, Serravalle, San Marino | San Marino   | 2 - 0    | 4 – 0     | Clasificación para la Eurocopa 2020 |
| 19. | 5 de septiembre de 2020 | Parken Stadion, Copenhague, Dinamarca                  | Dinamarca    | 2 - 0    | 2 – 0     | Liga de Naciones de la UEFA 2020-21 |
| 20. | 8 de septiembre de 2020 | Estadio Rey Balduino, Bruselas, Bélgica                | Islandia     | 3 - 1    | 5 – 1     | Liga de Naciones de la UEFA 2020-21 |
| 21. | 15 de noviembre de 2020 | Den Dreef Stadion, Lovaina, Bélgica                    | Inglaterra   | 2 - 0    | 2 – 0     | Liga de Naciones de la UEFA 2020-21 |

### Participaciones en Copas del Mundo
| Mundial                        | Sede   | Resultado        |
| ------------------------------ | ------ | ---------------- |
| Copa Mundial de Fútbol de 2014 | Brasil | Cuartos de final |
| Copa Mundial de Fútbol de 2018 | Rusia  | Tercer lugar     |
| Copa Mundial de Fútbol de 2022 | Catar  | Fase de grupos   |

### Participaciones en Eurocopas
| Eurocopa      | Sede    | Resultado        | Partidos | Goles |
| ------------- | ------- | ---------------- | -------- | ----- |
| Eurocopa 2016 | Francia | Cuartos de final | 5        | 0     |
| Eurocopa 2020 | Europa  | Cuartos de final | 4        | 0     |

## Estadísticas

### Clubes
Actualizado al último partido disputado en su carrera.
| Club                           | Div.          | Temporada     | Liga  | Liga  | Liga   | Copas nacionales | Copas nacionales | Copas nacionales | Copas internacionales | Copas internacionales | Copas internacionales | Total | Total | Total  | Media goleadora |
| Club                           | Div.          | Temporada     | Part. | Goles | Asist. | Part.            | Goles            | Asist.           | Part.                 | Goles                 | Asist.                | Part. | Goles | Asist. | Media goleadora |
| ------------------------------ | ------------- | ------------- | ----- | ----- | ------ | ---------------- | ---------------- | ---------------- | --------------------- | --------------------- | --------------------- | ----- | ----- | ------ | --------------- |
| AGOVV Apeldoorn · Países Bajos | 2.ª           | 2006-07       | 35    | 2     | 0      | —                | —                | —                | —                     | —                     | —                     | 35    | 2     | 0      | 0.06            |
| AGOVV Apeldoorn · Países Bajos | 2.ª           | 2007-08       | 38    | 15    | 6      | 2                | 1                | 0                | —                     | —                     | —                     | 40    | 16    | 6      | 0.4             |
| AGOVV Apeldoorn · Países Bajos | 2.ª           | 2008-09       | 35    | 13    | 7      | 2                | 1                | 0                | —                     | —                     | —                     | 37    | 14    | 7      | 0.38            |
| AGOVV Apeldoorn · Países Bajos | Total club    | Total club    | 108   | 30    | 13     | 4                | 2                | 0                | 0                     | 0                     | 0                     | 112   | 32    | 13     | 0.29            |
| F. C. Utrecht · Países Bajos   | 1.ª           | 2009-10       | 38    | 7     | 10     | 1                | 0                | 0                | —                     | —                     | —                     | 39    | 7     | 10     | 0.18            |
| F. C. Utrecht · Países Bajos   | 1.ª           | 2010-11       | 31    | 10    | 15     | 4                | 1                | 0                | 12                    | 3                     | 0                     | 47    | 14    | 15     | 0.3             |
| F. C. Utrecht · Países Bajos   | Total club    | Total club    | 69    | 17    | 25     | 5                | 1                | 0                | 12                    | 3                     | 0                     | 86    | 21    | 25     | 0.24            |
| PSV Eindhoven · Países Bajos   | 1.ª           | 2011-12       | 33    | 21    | 14     | 5                | 3                | 0                | 11                    | 3                     | 2                     | 49    | 27    | 16     | 0.55            |
| PSV Eindhoven · Países Bajos   | 1.ª           | 2012-13       | 29    | 16    | 17     | 4                | 1                | 1                | 6                     | 1                     | 2                     | 39    | 18    | 20     | 0.46            |
| PSV Eindhoven · Países Bajos   | Total club    | Total club    | 62    | 37    | 31     | 9                | 4                | 1                | 17                    | 4                     | 4                     | 88    | 45    | 36     | 0.51            |
| S. S. C. Napoli · Italia       | 1.ª           | 2013-14       | 33    | 11    | 5      | 4                | 2                | 1                | 10                    | 0                     | 2                     | 47    | 13    | 8      | 0.28            |
| S. S. C. Napoli · Italia       | 1.ª           | 2014-15       | 31    | 6     | 7      | 5                | 0                | 0                | 15                    | 4                     | 2                     | 51    | 10    | 9      | 0.2             |
| S. S. C. Napoli · Italia       | 1.ª           | 2015-16       | 33    | 5     | 5      | 2                | 1                | 0                | 5                     | 5                     | 2                     | 40    | 11    | 7      | 0.28            |
| S. S. C. Napoli · Italia       | 1.ª           | 2016-17       | 35    | 28    | 9      | 3                | 1                | 0                | 8                     | 5                     | 3                     | 46    | 34    | 12     | 0.74            |
| S. S. C. Napoli · Italia       | 1.ª           | 2017-18       | 38    | 18    | 6      | 2                | 1                | 1                | 9                     | 3                     | 3                     | 49    | 22    | 10     | 0.45            |
| S. S. C. Napoli · Italia       | 1.ª           | 2018-19       | 35    | 16    | 11     | 1                | 0                | 0                | 11                    | 3                     | 2                     | 47    | 19    | 13     | 0.4             |
| S. S. C. Napoli · Italia       | 1.ª           | 2019-20       | 31    | 9     | 6      | 3                | 1                | 0                | 8                     | 6                     | 1                     | 42    | 16    | 7      | 0.38            |
| S. S. C. Napoli · Italia       | 1.ª           | 2020-21       | 29    | 9     | 8      | 2                | 0                | 0                | 7                     | 1                     | 1                     | 38    | 10    | 9      | 0.26            |
| S. S. C. Napoli · Italia       | 1.ª           | 2021-22       | 30    | 11    | 1      | 1                | 1                | 0                | 6                     | 1                     | 0                     | 37    | 13    | 2      | 0.35            |
| S. S. C. Napoli · Italia       | Total club    | Total club    | 295   | 113   | 58     | 23               | 7                | 2                | 79                    | 28                    | 16                    | 397   | 148   | 76     | 0.37            |
| Galatasaray S.K Turquía        | 1.ª           | 2022-23       | 30    | 6     | 3      | 3                | 1                | 1                | —                     | —                     | —                     | 33    | 7     | 4      | 0.21            |
| Galatasaray S.K Turquía        | 1.ª           | 2023-24       | 36    | 9     | 16     | 2                | 0                | 0                | 13                    | 3                     | 0                     | 51    | 12    | 16     | 0.24            |
| Galatasaray S.K Turquía        | 1.ª           | 2024-25       | 34    | 5     | 7      | 6                | 0                | 4                | 12                    | 1                     | 6                     | 52    | 6     | 17     | 0.12            |
| Galatasaray S.K Turquía        | Total club    | Total club    | 100   | 20    | 26     | 11               | 1                | 5                | 25                    | 4                     | 6                     | 136   | 25    | 37     | 0.18            |
| Total carrera                  | Total carrera | Total carrera | 634   | 217   | 153    | 52               | 15               | 8                | 133                   | 39                    | 26                    | 819   | 271   | 187    | 0.33            |
| 1. 2. 3.                       |               |               |       |       |        |                  |                  |                  |                       |                       |                       |       |       |        |                 |

### Selección nacional
Actualizado al último partido jugado el 1 de diciembre de 2022.
| Selección | Año   | Amistosos | Amistosos | Amistosos | Clasificación | Clasificación | Clasificación | Eurocopa | Eurocopa | Eurocopa | Mundial | Mundial | Mundial | Total | Total | Total  |
| Selección | Año   | Part.     | Goles     | Asist.    | Part.         | Goles         | Asist.        | Part.    | Goles    | Asist.   | Part.   | Goles   | Asist.  | Part. | Goles | Asist. |
| --------- | ----- | --------- | --------- | --------- | ------------- | ------------- | ------------- | -------- | -------- | -------- | ------- | ------- | ------- | ----- | ----- | ------ |
| Bélgica   |       |           |           |           |               |               |               |          |          |          |         |         |         |       |       |        |
| 2011      | 4     | 0         | 0         | 4         | 0             | 0             | -             | -        | -        | -        | -       | -       | 8       | 0     | 0     |        |
| 2012      | 4     | 1         | 3         | 4         | 0             | 2             | -             | -        | -        | -        | -       | -       | 8       | 1     | 5     |        |
| 2013      | 5     | 1         | 0         | 1         | 0             | 0             | -             | -        | -        | -        | -       | -       | 6       | 1     | 0     |        |
| 2014      | 5     | 2         | 2         | 3         | 2             | 0             | -             | -        | -        | 5        | 1       | 0       | 13      | 5     | 2     |        |
| 2015      | 1     | 0         | 0         | 6         | 1             | 3             | -             | -        | -        | -        | -       | -       | 7       | 1     | 3     |        |
| 2016      | 5     | 0         | 1         | 3         | 3             | 3             | 5             | 0        | 0        | -        | -       | -       | 13      | 3     | 4     |        |
| 2017      | 4     | 0         | 3         | 6         | 2             | 3             | -             | -        | -        | -        | -       | -       | 10      | 2     | 6     |        |
| 2018      | 6     | 2         | 1         | 4         | 0             | 1             | -             | -        | -        | 6        | 1       | 1       | 16      | 3     | 3     |        |
| 2019      | -     | -         | -         | 9         | 2             | 2             | -             | -        | -        | -        | -       | -       | 9       | 2     | 2     |        |
| 2020      | -     | -         | -         | 4         | 3             | 1             | -             | -        | -        | -        | -       | -       | 4       | 3     | 1     |        |
| 2021      | 2     | 0         | 0         | 3         | 0             | 0             | 4             | 0        | 0        | -        | -       | -       | 9       | 0     | 0     |        |
| 2022      | 1     | 0         | 0         | 3         | 0             | 0             | -             | -        | -        | 2        | 0       | 0       | 6       | 0     | 0     |        |
| Total     | Total | 37        | 6         | 10        | 50            | 13            | 15            | 9        | 0        | 0        | 13      | 2       | 1       | 109   | 21    | 26     |
| 1. 2. 3.  |       |           |           |           |               |               |               |          |          |          |         |         |         |       |       |        |

### Hat-tricks
| 1  | 15 de mayo de 2011       | AFAS Stadion, Alkmaar           | Utrecht - AZ Alkmaar      |  | 5 - 1 | Eredivisie         |
| 2  | 28 de agosto de 2011     | Philips Stadion, Eindhoven      | PSV Eindhoven - Excelsior |  | 6 - 1 | Eredivisie 2011-12 |
| 3  | 24 de septiembre de 2011 | Philips Stadion, Eindhoven      | PSV Eindhoven - Roda JC   |  | 7 - 1 | Eredivisie 2011-12 |
| 4  | 30 de septiembre de 2012 | De Koel, Venlo                  | VVV Venlo - PSV Eindhoven |  | 0 - 6 | Eredivisie 2012-13 |
| 5  | 19 de mayo de 2016       | Stadio San Paolo, Nápoles       | Napoli - Bologna          |  | 6 - 0 | Serie A 2015-16    |
| 6  | 11 de diciembre de 2016  | Estadio Sant'Elia, Cagliari     | Cagliari - Napoli         |  | 0 - 5 | Serie A 2016-17    |
| 7  | 18 de diciembre de 2016  | Stadio San Paolo, Nápoles       | Napoli - Torino           |  | 5 - 3 | Serie A 2016-17    |
| 8  | 5 de febrero de 2017     | Stadio Renato Dall'Ara, Bolonia | Bologna - Napoli          |  | 1 - 7 | Serie A 2016-17    |
| 9  | 17 de septiembre de 2017 | Stadio San Paolo, Nápoles       | Napoli - Benevento        |  | 6 - 0 | Serie A 2017-18    |
| 10 | 2 de noviembre de 2018   | Stadio San Paolo, Nápoles       | Napoli - Empoli           |  | 5 - 1 | Serie A 2018-19    |

### Resumen estadístico
| Torneo                  | Part. | Goles | Asist. |
| ----------------------- | ----- | ----- | ------ |
| Liga                    | 566   | 203   | 130    |
| Copas nacionales        | 44    | 15    | 4      |
| Torneos internacionales | 113   | 37    | 20     |
| Selección de Bélgica    | 109   | 21    | 26     |
| Total                   | 832   | 276   | 180    |

## Palmarés

### Campeonatos nacionales
| Título                        | Club              | País         | Año  |
| ----------------------------- | ----------------- | ------------ | ---- |
| Copa de los Países Bajos      | PSV Eindhoven     | Países Bajos | 2012 |
| Supercopa de los Países Bajos | PSV Eindhoven     | Países Bajos | 2012 |
| Copa Italia                   | S. S. C. Napoli   | Italia       | 2014 |
| Supercopa de Italia           | S. S. C. Napoli   | Italia       | 2014 |
| Copa Italia                   | S. S. C. Napoli   | Italia       | 2020 |
| Superliga de Turquía          | Galatasaray S. K. | Turquía      | 2023 |
| Supercopa de Turquía          | Galatasaray S. K. | Turquía      | 2023 |
| Superliga de Turquía          | Galatasaray S. K. | Turquía      | 2024 |
| Copa de Turquía               | Galatasaray S. K. | Turquía      | 2025 |
| Superliga de Turquía          | Galatasaray S. K. | Turquía      | 2025 |

### Distinciones individuales
| Distinción                   | Año  |
| ---------------------------- | ---- |
| Futbolista belga del año     | 2016 |
| Equipo del Año en la Serie A | 2017 |